# Реаль, Гризелидис
Реаль Гризелидис (фр. Grisélidis Réal; род. 11 августа 1929, Лозанна, Швейцария — 31 мая 2005, Женева, Швейцария) — швейцарская писательница, художница и активистка.

## Биография

### Ранняя жизнь
Реаль Гризелидис родилась 11 августа 1929 года, Лозанне (Швейцария). В детстве жила с родителями заграницей, которые были учителями-литературоведами. В 1939 году поступила на обучение в Школу декоративных искусств в Цюрихе. Параллельно также училась игре на фортепиано. После учебы вышла замуж и родила двух детей, однако впоследствии развелась. В 1960 году переехала в Мюнхен, где из-за финансовых проблем начала оказывать сексуальные услуги, что впоследствии стало её основной профессией, а также темой её книг.

### Карьера
В 1974 году вышла её первая книга — «Черный — это цвет», которая описывает события ее жизни в начале 1960-х годов. В тот период также начинает активно отстаивать права секс-работниц, выходя на протесты (1973), и основывать ассоциации в защиту секс-работников и работниц «Aspasie». Также в Женеве собирала коллекцию материалов, которые документируют жизнь секс-работниц.
В 1984 году вышла её вторая книга получившая название «Танцевальная карта куртизанки» (фр. Carnet de bal d’une courtisane), которая отражена в её личных дневниках, в которых она описывает взаимодействие со своими клиентами. В 1992 году опубликовала коллекцию писем посвящённых её другу, журналисту и автору Жану-Люку Геннигу. Книга получила название La Passe imaginaire.
Реаль умерла в 2005 году от рака. Похоронена на Кладбище королей в Женеве. По её желанию на надгробии выгравировано: «Писательница, художница, проститутка».